# Кеттеринг (район)
Кеттеринг (англ. Kettering) — неметрополитенский район (англ. Non-metropolitan district) со статусом боро в графстве Нортгемптоншир (Англия). Административный центр — город Кеттеринг.

## География
Район расположен в северной части графства Нортгемптоншир, граничит с графством Лестершир.

## Состав
В состав района входит 4 города: 
- Бертон Латимер
- Десборо
- Кеттеринг
- Ротуэлл

и 24 общины (англ. Civil parish):
- Ашли
- Бартон Сигрейв
- Брамптон Аш
- Брейбрук
- Бротон
- Кранфорд
- Крансли
- Дингли
- Геддингтон
- Графтон Андервуд
- Харрингтон
- Лоддингтон
- Маусли
- Ньютон энд Литл Окли
- Ортон
- Пайтчли
- Раштон
- Сток Олбани
- Саттон Бассет
- Торп Малзор
- Уорктон
- Уикли
- Уэстон бай Уэлленд
- Уилбарстон